# Hoshino Satoru
Hoshino Satoru (星野 悟, sinh ngày 4 tháng 2 năm 1989) là một cầu thủ bóng đá người Nhật Bản.

## Thống kê câu lạc bộ
Cập nhật đến ngày 23 tháng 2 năm 2017.
| Thành tích câu lạc bộ | Thành tích câu lạc bộ | Thành tích câu lạc bộ | Giải vô địch | Giải vô địch | Cúp                   | Cúp                   | Tổng cộng | Tổng cộng |
| Mùa giải              | Câu lạc bộ            | Giải vô địch          | Số trận      | Bàn thắng    | Số trận               | Bàn thắng             | Số trận   | Bàn thắng |
| Nhật Bản              | Nhật Bản              | Nhật Bản              | Giải vô địch | Giải vô địch | Cúp Hoàng đế Nhật Bản | Cúp Hoàng đế Nhật Bản | Tổng cộng | Tổng cộng |
| --------------------- | --------------------- | --------------------- | ------------ | ------------ | --------------------- | --------------------- | --------- | --------- |
| 2011                  | Thespakusatsu Gunma   | J2 League             | 4            | 0            | 0                     | 0                     | 4         | 0         |
| 2012                  | Thespakusatsu Gunma   | J2 League             | 6            | 0            | 1                     | 0                     | 7         | 0         |
| 2013                  | Thespakusatsu Gunma   | J2 League             | 4            | 1            | 1                     | 0                     | 5         | 1         |
| 2014                  | Machida Zelvia        | J3 League             | 29           | 3            | -                     | -                     | 29        | 3         |
| 2015                  | Machida Zelvia        | J3 League             | 24           | 1            | 2                     | 0                     | 26        | 1         |
| 2016                  | Machida Zelvia        | J2 League             | 5            | 0            | 0                     | 0                     | 5         | 0         |
| Tổng                  | Tổng                  | Tổng                  | 72           | 5            | 4                     | 0                     | 76        | 5         |